# Vor der Operation

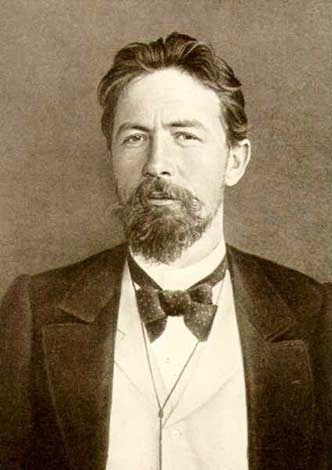
Anton Tschechow

Vor der Operation, auch Der Flüchtling (russisch Беглец, Beglez), ist eine Erzählung des russischen Schriftstellers Anton Tschechow, die am 28. September 1887 in der Peterburgskaja gaseta erschien. Eine Übertragung ins Deutsche wurde 1897 in der Nr. 38 der Gegenwart abgedruckt. Übersetzungen in andere Sprachen: 1893 ins Französische (Le Fuyard), 1894 ins Serbokroatische (Бегунац), 1897 ins Dänische (Desertøren), 1903 ins Tschechische (Zběch) und 1908 ins Englische (The Runaway – Der Ausreißer).
Als Tolstoi 1903 das erzählerische Werk Anton Tschechows – bestehend aus knapp 500 Titeln – durchsah, hob er daraus fünfzehn Texte mit dem Prädikat „höchste Qualität“ hervor. Einer der herausragenden Titel war Der Flüchtling.

## Handlung
Die Wunde am Ellenbogen des siebenjährigen Pawel Galaktionow – Paschka genannt – eitert schon seit längerer Zeit. Endlich rafft sich Paschkas Mutter auf und stellt den Jungen dem Arzt Iwan Mikolaitsch vor. Der Doktor entscheidet, Paschka muss im Krankenhaus bleiben und soll am nächsten Tag operiert werden. Paschka spricht dem vorzüglichen Krankenhausessen zu. Das Hauptgericht ist sogar fleischhaltig. Die verschiedenen Krankheitsfälle – ein Geisteskranker und ein an den Pocken Erkrankter – irritieren ihn. Zudem hält der oben genannte Arzt sein Versprechen nicht. Dr. Iwan Mikolaitsch wollte mit Paschka eigentlich Zeisige fangen und auf den Jahrmarkt gehen. Stattdessen liest der Mediziner genüsslich in einem Buch.
Als dann auch noch ein Kranker stirbt, zeigen sich die erwachsenen Patienten verstört. Pawel wird von der Desorientierung angesteckt und reißt aus. Ein Heilgehilfe fängt den Jungen ein.

## Deutschsprachige Ausgaben
- Anton Čechov: Kaschtanka und andere Kindergeschichten. Ausgewählt und übersetzt von Peter Urban (Hrsg.). Mit Zeichnungen von Tatjana Hauptmann. 156 Seiten. Diogenes, Zürich 2004. ISBN 978-3-257-01107-4 (enthält noch: Kinder. Merkwürdiger Fall. Der Bläss. Grischa. Der Flüchtling. Kummer. Knaben. Etwas mit Pferd. Austern. Der böse Bube. Die Köchin heiratet. Wanjka. Der Dicke und der Dünne)[4]

### Verwendete Ausgabe
- Der Flüchtling. Übersetzer: Georg Schwarz[5], S. 524–532 in Wolf Düwel (Hrsg.): Anton Tschechow: Das schwedische Zündholz. Kurzgeschichten und frühe Erzählungen. S. 639–657: Nachbemerkung des Herausgebers. 668 Seiten. In Gerhard Dick (Hrsg.), Wolf Düwel (Hrsg.): Anton Tschechow: gesammelte Werke in Einzelbänden. Rütten & Loening, Berlin 1965 (1. Aufl.)